# Lelcaracara
De lelcaracara (Phalcoboenus carunculatus) is een roofvogel uit de familie van de Falconidae (valkachtigen). Marc Athanase Parfait Œillet Des Murs beschreef de lelcaracara onder de tegenwoordig gangbare naam Phalcoboenus carunculatus. Het type-exemplaar is afkomstig uit Colombia en werd hem door de broers Edouard en Jules Verreaux toegestuurd. Het woord Phalcoboenus is een samenstelling uit de Griekse woorden «phalkōn φάλκων» voor «valk» en «bainō βαίνω» voor «gaan, lopen». Het woord carunculatus is afkomstig van het latijnse woord carancula voor «klein stuk vlees». De lelcaracara heet in Spanje matamico parameño en wordt lokaal ook curiquingue, matamico carunculado, caracara paramuno, caracara carunculado en caraca curiquingue genoemd.

## Kenmerken
De lelcaracara kan een lichaamslengte bereiken van ongeveer 51 tot 56 centimeter. De zwart glanzende bovenkant heeft naar achteren gebogen hoofdpluimen. Het bovenste staartgedeelte en een grote vlek aan het staarteinde zijn wit. Delen van de zwarte onderkant zijn met witte strepen doorkruist, terwijl de buik en het onderste staartgedeelte volledig wit zijn. Tijdens de vlucht zijn de onderste vleugelveren en de basis van de vleugels wit. De resterende zwarte vleugelveren worden door nauw aan elkaar liggende witte vlekken doorkruist. De ogen van de vogel bevatten een donkerbruine iris. Het gerimpeld “gezicht” en het bovenste gedeelte van de keel zijn roodachtig tot oranjerood en de poten zijn felgeel. De snavel is blauwachtig grijs.
Het verenkleed van onvolwassen vogels verschilt duidelijk van de volwassen exemplaren. Jonge vogels zijn geel- tot donkerbruin met enkele witte vlekken op de kop en de onderkant. De bovenste staartveren zijn witachtig met enkele bruinachtige uitzonderingen. Tijdens de vlucht herkent men een bleke, geelbruine vlek aan de basis van de voorvleugels. De naakte kop en de poten zijn donker gekleurd.

## Leefwijze
Afzonderlijke dieren en incidentele paren vallen op in hun natuurlijke habitat. Men ziet ze zelden in groten getale, uitgezonderd als ze zich ophouden in de buurt van runderkudden. Vaak ziet men de vogel op de grond en wordt deze derhalve gezien als een uitgesproken luie vlieger. Bij hun laag-bij-de-grondse tochten zoeken ze naar aas, wormen, insecten en zaden. Tijdens de vlucht laten ze zich voortdrijven op de buiige bergwinden en zijn ze in staat om elegant over lange afstanden te zweven. Over het algemeen schijnen ze in de noordelijke breedtegraden de klassieke rol van raven en kraaien over te nemen.

## Verspreiding en leefgebied
De vogel komt voor in droge, boomloze gebieden, in de buurt van met gras begroeide heide en Páramo-vegetatie tussen de 3000 en 4200 meter hoogte. In Colombia komt de vogel voor in de centrale gebieden van het Departamento de Cauca in het nationale park Puracé en zuidelijk tot in de Andes van het Departamento de Nariño. In Ecuador reikt hun verspreidingsgebied tot in de provincies Azuay, El Oro en het noorden van Loja. Ook treft men hem veelvuldig aan in het reservaat van Antisana.

## Status
De grootte van de populatie wordt geschat op 1000-10.000 volwassen vogels. Op de Rode lijst van de IUCN heeft deze soort de status niet bedreigd.